# 艾伦·皮科克
艾伦·皮科克（英語：Alan Peacock，1937年10月29日—2025年6月29日），英格兰前男子足球运动员，场上位置是前锋。他曾代表英格兰代表队参加1962年国际足联世界杯，结果队伍止步八强。